# تالولاه بانكهيد
تالولاه بروكمان بانكهيد (بالإنجليزية: Tallulah Bankhead) (31 يناير 1902 - 12 ديسمبر 1968) ممثلة مسرحية وسينمائية أمريكية تعتبر واحدة من السيدات الرائدات الكبيرات على المسرح في القرن العشرين .

## روابط خارجية
- تالولاه بانكهيد على موقع IMDb (الإنجليزية)
- تالولاه بانكهيد على موقع الموسوعة البريطانية (الإنجليزية)
- تالولاه بانكهيد على موقع ألو سيني (الفرنسية)
- تالولاه بانكهيد على موقع ميوزك برينز (الإنجليزية)
- تالولاه بانكهيد على موقع أول موفي (الإنجليزية)
- تالولاه بانكهيد على موقع قاعدة بيانات برودواي على الإنترنت (الإنجليزية)
- تالولاه بانكهيد على موقع قاعدة بيانات الأفلام السويدية (السويدية)
- تالولاه بانكهيد على موقع إن إن دي بي (الإنجليزية)
- تالولاه بانكهيد على موقع ديسكوغز (الإنجليزية)
- تالولاه بانكهيد على موقع قاعدة بيانات الفيلم (الإنجليزية)
- Call Me Tallulah, Darling! — Tribute site with photos, articles, anecdotes
- Jesse Levy collection of Tallulah Bankhead materials, 1930s-1980s, held by the Billy Rose Theatre Division, New York Public Library for the Performing Arts
- Photographs and literature
- Films of the Golden Age: Tallulah Bankhead
- Tallulah Bankhead in "Her Cardboard Lover"
- Verbal Turpitude, Time Magazine, August 22, 1932
- May 1932: Hollywood Speaks its Mind about Tallulah Bankhead
- LIFE Magazine Cover Mar 6, 1939
- The Demopolis, Alabama history of "The Little Foxes"
- Actress Fights to Down "Isms"
- Tallulah Bankhead: Broadway's brightest star calls everyone darling and believes in free speech at any cost
- Making of Lifeboat
- I Dare Say — Tallulah
- Time Magazine Cover
- Tallulah Bankhead: A Southerner Looks at Prejudice
- تالولاه بانكهيد على موقع فايند أغريف